# Alpha & Omega
Alpha & Omega är det sjätte studioalbumet av det norska metal-bandet Gaia Epicus. Albumet utgavs den 21 december 2018 av skivbolaget Epicus Records.

## Låtlista
1. "War Against Terror" – 5:38
2. "The System Is Down" – 3:44
3. "Crush" – 4:10
4. "Don't Be a Fool" – 3:34
5. "Join the Dark Side" – 4:07
6. "The Poison" – 4:17
7. "Fire & Ice (Reborn)" – 5:29
8. "We Belong to Yesterday" – 4:17
9. "Blinded by Hate" – 4:37
10. "Destiny Calls" – 4:55
11. "Land of the Rising Sun" – 4:49
12. "Alpha & Omega" – 7:50

Alla låtar skrivna av Thomas Christian Hansen.

## Medverkande
Gaia Epicus
- Thomas Christian Hansen – sång, gitarr, basgitarr

Bidragande musiker
- Alfred Fridhagen – trummor
- Amy Slootweg – piano

Produktion
- Thomas Christian Hansen – musikproducent, ljudtekniker
- Eduardo Belchior – ljudmix, mastering